# 英吉娅·西塔·阿凡达
英吉娅·西塔·阿凡达（1994年5月22日—），印尼女子羽毛球運動員。

## 選手生涯

### 2011年
2011年10月，英吉娅·西塔·阿凡达参加臺灣桃園举办的世界青年羽毛球錦標賽，与搭档谢拉·德维·奥莉亚的女双决赛以1比2（16-21、21-13、9-21）不敌青少年霸主的李紹希/申昇瓚，赢得世青赛女双亚军。

### 2012年
2012年12月，英吉娅·西塔·阿凡达与谢拉·德维·奥莉亚出战印度羽毛球國際挑戰賽，在女双準決賽以1比2（15-21、21-13、19-21）不敌赛会2号种子、印度强档的阿帕娜·巴兰/斯基·雷迪。

### 2013年
2013年6月，英吉娅·西塔·阿凡达与里琳·阿米莉亚出战馬爾代夫羽毛球國際挑戰賽，在女双準決賽以0比2（16-21、18-21）不敌赛会头号种子、队友的梅拉蒂·达伊瓦·奥克塔维亚尼/罗西尔塔·伊卡·普特里·萨里。同年7月，她与谢拉·德维·奥莉亚出战印尼羽毛球國際挑戰賽，在女双决赛以0比2（12-21、18-21）不敌赛会4号种子、队友的马雷塔·德亚·乔瓦尼/梅尔维拉·奥克拉莫纳，赢得亚军。同年10月，她与德拉·德斯迪亚拉·哈里斯出战荷蘭羽毛球大獎賽，在女双决赛以0比2（15-21、7-21）不敌中国的包宜鑫/汤金华。

### 2014年
2014年8月，英吉娅·西塔·阿凡达与德拉·德斯迪亚拉·哈里斯出战印尼羽毛球國際挑戰賽，在女双準決賽以1比3（9-11、2-11、11-9、7-11）不敌赛会4号种子、队友的申迪·普斯帕·伊拉瓦蒂/维塔·玛丽莎。

### 2015年
2015年3月，英吉娅·西塔·阿凡达与尼·克图特·马哈德维·伊斯特拉尼出战越南羽毛球國際挑戰賽，在女双决赛以2比0（21-10、21-18）击败了资格赛选手、泰国强档的查亚倪·查拉查兰/帕泰玛斯·门翁，首次赢得國際挑戰賽女双冠军。同年4月，她与马哈德维·伊斯特拉尼·尼·克图特出战印尼羽毛球國際系列賽，在女双决赛以0比2（13-21、11-21）不敌队友的盖比·里斯蒂亚妮·伊马万/蒂亚拉·罗萨莉娅·努莱达赫，赢得亚军。同年6月，她参加新加坡举办的東南亞運動會羽毛球比賽，在率先进行的团体赛，助印尼队赢得女团季军；此外，还与搭档马哈德维·伊斯特拉尼·尼·克图特的女双準決賽以0比2（12-21、11-21）不敌马来西亚强档的許嘉雯/溫可微，同时与同胞的马雷塔·德亚·乔瓦尼/苏琪·里基·安迪妮并列季军。同年10月，她与马哈德维·伊斯特拉尼·尼·克图特出战中華台北羽毛球大獎賽，在女双决赛以2比0（21-19、21-14）击败了日本强档的田中志穗/米元小春，首次赢得大獎賽女双冠军。同年12月，她与马哈德维·伊斯特拉尼·尼·克图特出战哥本哈根羽毛球大師賽，在女双决赛以0比2（10-21、8-21）不敌奥运亚军的克里斯汀娜·彼德森/卡米拉·吕特·尤尔，赢得亚军。

### 2016年
2016年11月，英吉娅·西塔·阿凡达与马哈德维·伊斯特拉尼·尼·克图特出战澳門羽毛球黃金大獎賽，在女双决赛以0比2（15-21、13-21）不敌赛会头号种子、中国的陈清晨/贾一凡，赢得亚军。

### 2017年
2017年6月，英吉娅·西塔·阿凡达与尼·克图特·马哈德维·伊斯特拉尼出战印尼羽毛球首要超級賽，在女双準決賽以0比2（12-21、17-21）不敌赛会5号种子、中国的陈清晨/贾一凡。同年9月，她与尤尔费拉·巴卡出战越南羽毛球大獎賽，在女双準決賽以1比2（17-21、21-17、8-21）不敌赛会5号种子、泰国强档的查亚倪·查拉查兰/帕泰玛斯·门翁。同年10月，她与尼·克图特·马哈德维·伊斯特拉尼出战荷蘭羽毛球大獎賽，在女双决赛以0比2（17-21、16-21）不敌队友的德拉·德斯迪亚拉·哈里斯/里基·艾美莉雅·普拉蒂普塔，赢得亚军。

### 2018年
2018年1月，英吉娅·西塔·阿凡达与尼·克图特·马哈德维·伊斯特拉尼出战泰國羽毛球大師賽，在女双决赛以0比2（19-21、17-21）不敌赛会头号种子、泰国强档的宗功攀·吉迪特拉恭/拉温达·巴宗哉，赢得亚军。同年2月，她参加马来西亚亞羅士打举办的亞洲羽毛球團體錦標賽，助球队赢得女子團體季军。

## 主要比賽成績
只列出曾進入準決賽的國際賽事成績：
| 年份   | 賽事                     | 公開賽級別 | 項目     | 拍檔                          | 成績   |
| ------ | ------------------------ | ---------- | -------- | ----------------------------- | ------ |
| 2011年 | 世界青年羽毛球錦標賽     | 其他       | 女子雙打 | 谢拉·德维·奥莉亚              | 亞軍   |
| 2012年 | 印度羽毛球國際挑戰賽     | 國際挑戰賽 | 女子雙打 | 谢拉·德维·奥莉亚              | 準決賽 |
| 2013年 | 馬爾代夫羽毛球國際挑戰賽 | 國際挑戰賽 | 女子雙打 | 里琳·阿米莉亚                 | 準決賽 |
| 2013年 | 印尼羽毛球國際挑戰賽     | 國際挑戰賽 | 女子雙打 | 谢拉·德维·奥莉亚              | 亞軍   |
| 2013年 | 荷蘭羽毛球大獎賽         | 大獎賽     | 女子雙打 | 德拉·德斯迪亚拉·哈里斯        | 亞軍   |
| 2014年 | 印尼羽毛球國際挑戰賽     | 國際挑戰賽 | 女子雙打 | 德拉·德斯迪亚拉·哈里斯        | 準決賽 |
| 2015年 | 越南羽毛球國際挑戰賽     | 國際挑戰賽 | 女子雙打 | 尼·克图特·马哈德维·伊斯特拉尼 | 冠軍   |
| 2015年 | 印尼羽毛球國際系列賽     | 國際系列賽 | 女子雙打 | 马哈德维·伊斯特拉尼·尼·克图特 | 亞軍   |
| 2015年 | 東南亞運動會羽毛球比賽   | 其他       | 女子團體 | －                            | 銅牌   |
| 2015年 | 東南亞運動會羽毛球比賽   | 其他       | 女子雙打 | 马哈德维·伊斯特拉尼·尼·克图特 | 銅牌   |
| 2015年 | 中華台北羽毛球大獎賽     | 大獎賽     | 女子雙打 | 马哈德维·伊斯特拉尼·尼·克图特 | 冠軍   |
| 2015年 | 哥本哈根羽毛球大師賽     | 其他       | 女子雙打 | 马哈德维·伊斯特拉尼·尼·克图特 | 亞軍   |
| 2016年 | 澳門羽毛球黃金大獎賽     | 黃金大獎賽 | 女子雙打 | 马哈德维·伊斯特拉尼·尼·克图特 | 亞軍   |
| 2017年 | 印尼羽毛球首要超級賽     | 首要超級賽 | 女子雙打 | 尼·克图特·马哈德维·伊斯特拉尼 | 準決賽 |
| 2017年 | 越南羽毛球大獎賽         | 大獎賽     | 女子雙打 | 尤尔费拉·巴卡                 | 準決賽 |
| 2017年 | 荷蘭羽毛球大獎賽         | 大獎賽     | 女子雙打 | 尼·克图特·马哈德维·伊斯特拉尼 | 亞軍   |
| 2018年 | 泰國羽毛球大師賽         | 超級300賽  | 女子雙打 | 尼·克图特·马哈德维·伊斯特拉尼 | 亞軍   |
| 2018年 | 亞洲羽毛球團體錦標賽     | 其他       | 女子團體 | －                            | 季軍   |
| 2019年 | 越南羽毛球公開賽         | 超級100賽  | 女子雙打 | 皮娅·泽巴迪娅·贝尔纳德特      | 準決賽 |
| 2019年 | 印尼羽毛球國際挑戰賽     | 國際挑戰賽 | 女子雙打 | 皮娅·泽巴迪娅·贝尔纳德特      | 冠軍   |
| 2022年 | 印尼羽毛球國際挑戰賽     | 國際挑戰賽 | 女子雙打 | Putri Larasati                | 冠軍   |
| 2023年 | 印尼羽毛球國際挑戰賽     | 國際挑戰賽 | 女子雙打 | Putri Larasati                | 準決賽 |

| 2007-2017年 | 首要超級賽 | 超級賽 | 黃金大獎賽 | 大獎賽 | 國際挑戰賽 | 國際系列賽 | 未來系列賽 | 其他 |

| 2018-2026年 | 總決賽 | 超級1000賽 | 超級750賽 | 超級500賽 | 超級300賽 | 超級100賽 | 國際挑戰賽 | 國際系列賽 | 未來系列賽 | 其他 |

### 奧運會和世錦賽參賽紀錄
|          | 搭檔                          | 2014 | 2015 | 2016 | 2017 | 2018 |
| -------- | ----------------------------- | ---- | ---- | ---- | ---- | ---- |
| 女子雙打 | 德拉·德斯迪亚拉·哈里斯        | 8強  | －   | －   | －   | －   |
| 女子雙打 | 尼·克图特·马哈德维·伊斯特拉尼 | －   | －   | －   | －   | 8強  |